# برج 185
برج 185 ناطحة سحاب مكونة من 55 طابق، بطول 200 متر، في منطقة جالوس في فرانكفورت ، ألمانيا. حيث يعتبر رابع أطول مبنى في فرانكفورت ورابع أطول مبنى في ألمانيا، مرتبطًا ببرج ماين . المستأجر الرئيسي للبرج هو المكتب الفرعي الألماني لشركة برايس ووتر هاوس كوبرز ، والذي استأجر 60,000 متر مربع.
تم التخطيط للبرج في البداية ليكون طوله 185 متر ، بواقع 50 طابق ؛ ومع ذلك ، عندما تغيرت الخطط لزيادة الارتفاع بمقدار خمسة طوابق إضافية ، لم يتغير اسمه.

## روابط خارجية
- Official website[وصلة مكسورة]